# IC 4005
IC 4005 је двојна звијезда у сазвјежђу Береникина коса која се налази на листи објеката дубоког неба у Индекс каталогу.
Деклинација објекта је + 22° 38' 24" а ректасцензија 13h 0m 2,6s.